# 菲格特里
菲格特里（Figtree）是加勒比海岛国圣基茨和尼维斯岛屿尼维斯岛西南海岸中内陆的一座城镇，行政上由圣约翰费格特里区（菲格特里也是此区首府）管辖，位于巴斯和马凯特肖普之间。该地有一座教堂。